# Tatara

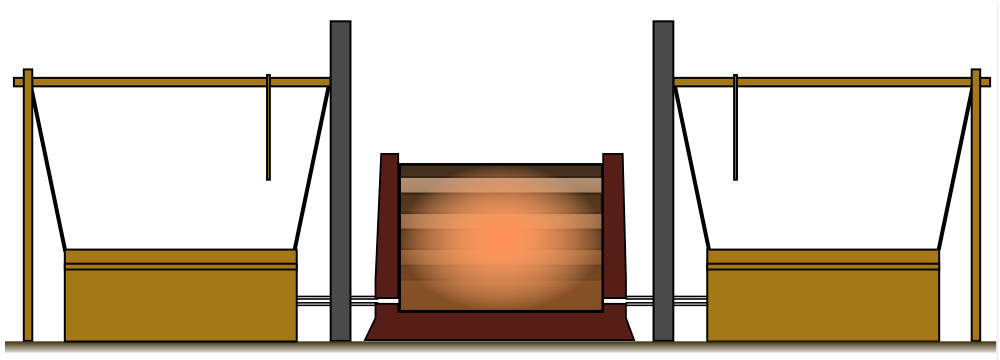
Constitution d'un tatara. Les deux soufflets sont disposés de chaque côté du four.

Le tatara (鑪) est le bas fourneau traditionnel japonais utilisé pour la production d'acier et de fer, voire de fonte pour les tatara les plus gros.

## Étymologie
Le mot signifiait à l'origine « soufflet à pied », mais il a désigné plus tard l'ensemble du fourneau, et même l'ensemble des installations. En effet, la forme du tatara a beaucoup évolué, passant d’un simple bas fourneau en plein air, inspiré de ceux mis au point en Mandchourie vers les VIe ou VIIe siècles, pour devenir une structure semi-industrielle couverte et permanente à l’époque d'Edo avec, entre autres, des magasins destinés à stocker le charbon de bois et le minerai de fer (le satetsu). Le terme tatara peut même désigner les gens du métier. 

## Histoire
La technique du tatara provient de Mandchourie. Pendant la période d'Edo, la production de tamahagane était effectuée par des artisans isolés. Cependant, au cours de l'ère Muromachi, les techniques de fabrication ayant évolué, la production de masse fait son apparition. Ces nouvelles techniques, probablement originaires de la préfecture de Shimane, sont :
- l'utilisation d'orifices de drainage permettant d'évacuer les impuretés fondues ;
- l'augmentation de taille du tatara.

La technique du tatara a perduré jusqu'en 1925 environ. En 1975, le gouvernement décide de rallumer les bas-fourneaux de Shimane.
Dans sa dernière évolution, le fourneau ressemble à une grande baignoire rectangulaire d’environ 2,70 m de long sur 90 cm de large et d’une hauteur de 0,9  à   1,2 m pour la fabrication de l'acier, mais pouvant monter jusqu'à 1,6 m pour la fabrication de la fonte blanche. La base du fourneau est, sur ses deux côtés les plus longs, criblée d’une vingtaine de trous dans lesquels s’emboîtent des tuyères métalliques permettant d’insuffler l’air propulsé par des soufflets. Un ou plusieurs orifices de coulée permettent l'évacuation partielle du laitier. Afin d’assécher le soubassement, le fourneau est bâti sur une infrastructure souterraine complexe construite en pierre, bois et argile. Cette fondation sert plusieurs années, contrairement au four lui-même qui doit être reconstruit à chaque campagne (chacune dure de trois à quatre jours).
La technologie des machines soufflantes a elle aussi évolué avec le temps, passant de simples boîtes équipées d’un piston à main — mais dont le principe ingénieux permet d’insuffler un vent continu — à la machine à bascule actionnée par les pieds.
Par rapport aux bas fourneaux européens, le tatara présente la caractéristique d'avoir évolué par un accroissement de la surface, sans augmentation de la hauteur. La faible hauteur du tatara s'explique par l'utilisation de sable ferrugineux comme minerai, qui n'offre qu'une faible perméabilité gazeuse au chargement du four.

## Production
La loupe, appelée kera, est la masse de métal, d'une composition chimique très hétérogène, d'où on tire plusieurs sortes d'aciers : le tamahagane de bonne qualité qui sert à la fabrication des katana, le bukera et le kerazuku employés pour faire des couteaux, des outils et de l'outillage agricole. D'un poids de 2  à   2,5 tonnes, dont 1,5  à   1,8 tonne d'acier, elle est obtenue par la consommation de 8 tonnes de sable et 13 tonnes de charbon de bois. Ce métal, pauvre en soufre (à cause de l'utilisation de charbon de bois) et en phosphore (le minerai en étant dépourvu), est cependant fortement pollué par de nombreuses scories : ce sera tout l'art du forgeron de les ôter. De cette loupe d’acier, la majeure partie sert à la production d’objets communs. Environ 500 kg présentent les qualités suffisantes à la production d’armes, dont 180 kg d’acier à la composition particulière (acier à haute teneur en carbone) réservée à la fabrication de lames de haute qualité.[réf. nécessaire]
La fonte blanche élaborée par les gros tatara est également extraite sous la forme de loupe. Cette fonte est convertie en fer malléable par un procédé appelé ohkaji. Cette fonte est aussi le matériau dont sont faites les théières japonaises.